# Sant Eliseu
Sant Eliseu és un temple de culte de l'Església albanesa caucàsica, al municipi de Nij a la regió de Kabala de l'Azerbaidjan.
L'església va ser construïda el 1823 per un sacerdot local d'Udi, Astvatzatur Jotaniants, sobre el sepulcre i la capella de Vlas el Màrtir, deixeble de Sant Eliseu. Es va restaurar el 1879 per habitants locals. Es va tornar a restaurar el 2004 per The Norwegian Humanitarian Enterprise. Durant les obres es van esborrar les inscripcions armènies, fet que va provocar la protesta de l'aleshores ambaixador noruec Steinar Gil.
Els Arxius Nacionals d'Armènia conserven documents relacionats amb els sacerdots que hi ha hagut a l'església. Des de 1832 fins a almenys el 1857 hi va haver Avetik Ohanjanian Jotaniants. Era net del fundador Yengibar Astvatzatur Jotaniants i la tomba es troba a prop de la paret sud de l'església. També se sap que del 1859 al 1885 hi hagué Jotaniants de Hovhannes Ter-Astvatzatrian. Finalment, entre el 1879 i el 27.12.1910 hi servia Hambardzum (Hovhannes) Avagian Dallakiants.
A la dècada del 2020 l'edifici és el principal centre espiritual i cultural dels habitants de Nij.